# Walther Benser

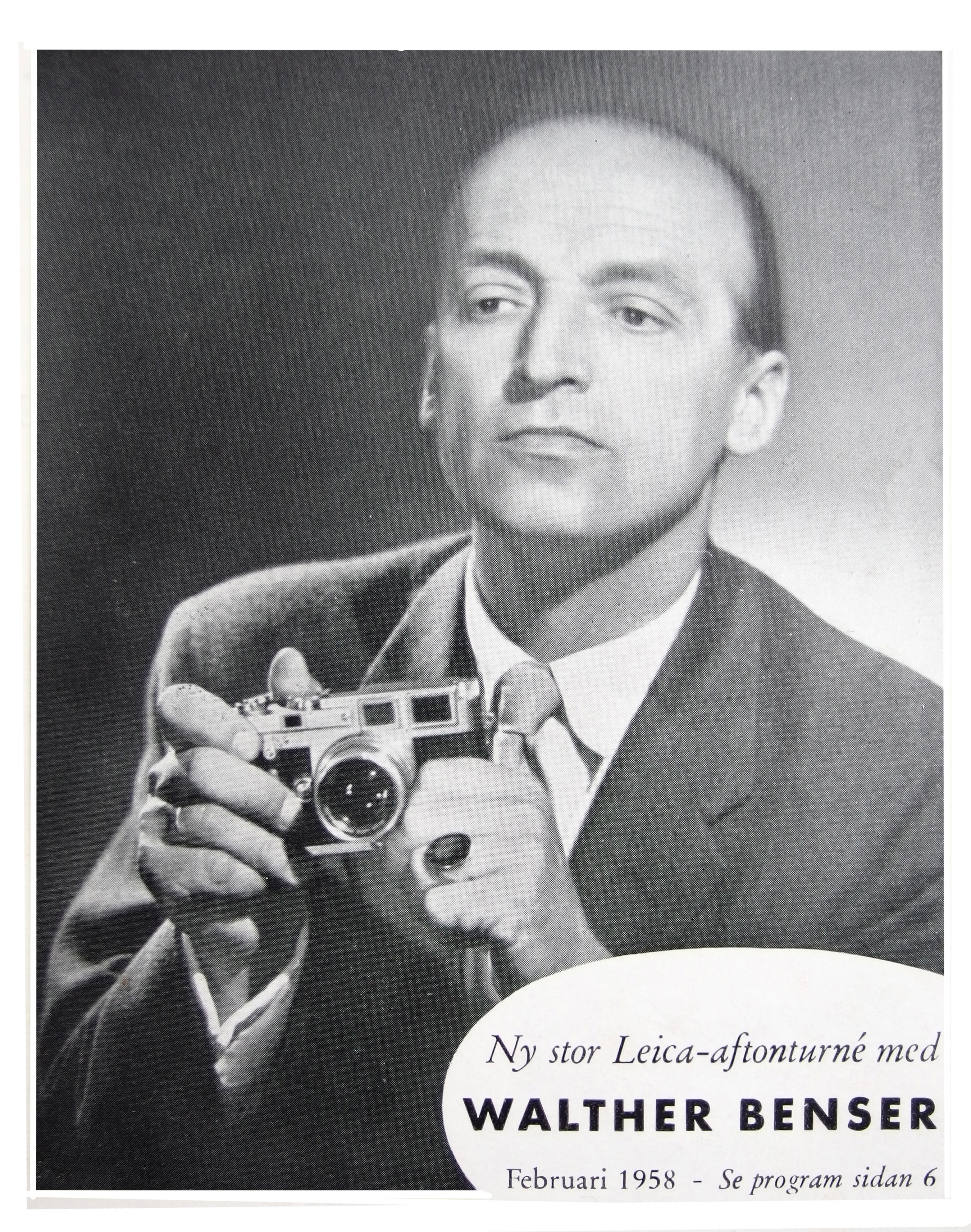
Walther Benser (1958)

Walther Benser (* 23. Oktober 1912 in Frankfurt am Main; † 21. April 2002 in Domburg) war ein deutscher Fotograf, Bildjournalist und Kaufmann. Sein Leben mit der Leica als freischaffender Fotograf war bestimmt durch weltweite Reisen, Dia-Vortragsreisen und den Aufbau seiner Bildagentur ZEFA in Düsseldorf.

## Leben

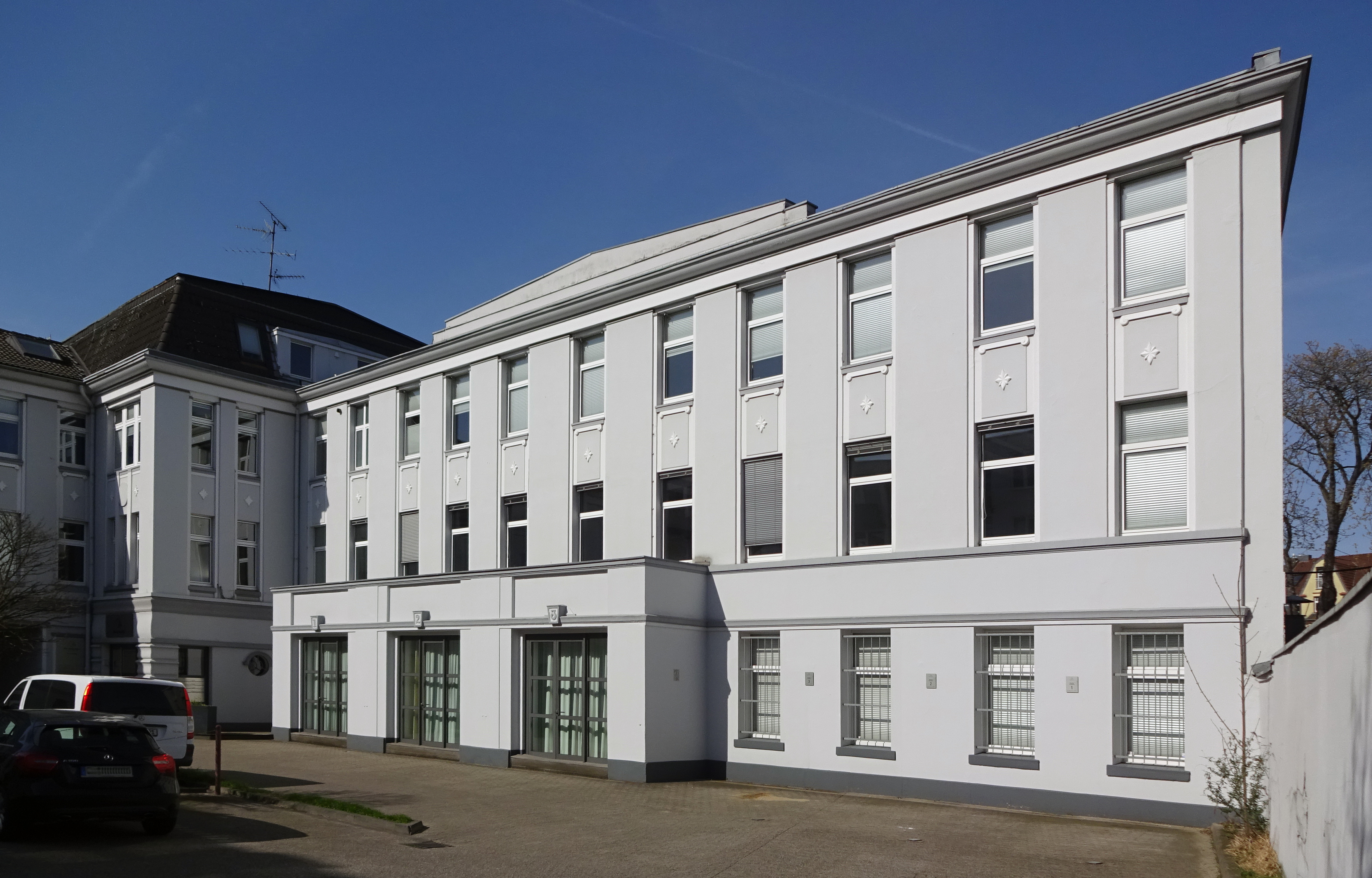
Ehemaliger Firmensitz der ZEFA in der Schanzenstraße 20a

Der Vater Erich Benser war Dipl.-Ing. für Maschinenbau. Die Mutter Greta war eine Tochter von Friedrich Wilhelm Gustav Bruhn, dem Erfinder des Taxameters, und Schwester des Kunsthistorikers Wolfgang Bruhn sowie Schwägerin des Architekten Ludwig Mies van der Rohe.
Die Eltern trennten sich 1924 und Walther zog mit seiner Mutter und den beiden Geschwistern nach Berlin. Hier fand er die Begeisterung an bewegten Bildern und wollte unbedingt zum Film. In der irrigen Annahme, dass es sich bei der damalig „ganz neuartigen Kamera“ von Leitz, der Leica, um eine „Kinofilmkamera“ handelte, bewarb er sich bei Ernst Leitz II in Wetzlar um eine Lehrstelle.
Er trat diese Ostern 1929 als technisch kaufmännischer Lehrling an. Nach erfolgreichem Abschluss 1932 wurde Walther Benser in die Verkaufsabteilung Photo mit verschiedenartiger Korrespondenz, insbesondere auch auf dem Gebiet der Werbung, übernommen. Seine fototechnischen Kenntnisse kamen ihm bei der Durchführung von Werbeveranstaltungen für die Leica-Kamera und ihre zahlreichen Nebenapparate sehr zustatten, sodass er zuerst Vortragsveranstaltungen zur  Kleinbildfotografie in Deutschland und ab 1937 auch in allen europäischen Ländern führte.
Außer diesen Vortragsveranstaltungen unterhielt Leitz eine Wanderausstellung von Leica-Fotos, führten die einschlägigen Geräte vor und gaben technische Lehrkurse für Amateure und Berufsfotografen zur Vertiefung der Kleinbildfotografie. Benser stattete seine Vorträge und das Instruktions- und Werbematerial mit eigenen Aufnahmen aus. Sein Stil und seine bildjournalistische Begabung kamen ihm bei der Zusammenstellung dieser Art von Vorträgen und Bildausstellungen sehr zustatten.
1936 heiratete Walther Benser die Malerin Ursula Heuser, die Tochter des Malers Werner Heuser (1880–1964) und der Mira geb. Sohn-Rethel (1884–1974), in Düsseldorf. Aus dieser Ehe gingen drei Kinder hervor: Petra (1937–1985), Klaus (1940–2003) und Sabine (* 1943).
Während der Kriegsjahre gehörte Benser als Bildkriegsberichter der Wehrmacht an. Sein Status als unabkömmlicher Mitarbeiter für Leitz war 1941 durch Walter von Unruh, General der Infanterie, für ungültig erklärt worden. Er wurde der Nebelwerferartillerie zugeteilt. 1942 wurde Benser als PK-Fotograf der Propagandakompanie 691 mit Marschbefehl an die russische Front und Ende 1943 nach Rom versetzt.
1946 übernahm er die Leitung des Bildbüros German News Service – kurz GNS in Hamburg.
„Ich weiß nicht, was Mr. Bermann veranlasst hatte, mich auf Grund meiner Bewerbung einzuladen, um in Hamburg die Leitung des Bildbüros zu übernehmen. Das von Dr. Hugo Freund, dem Prokuristen bei Leitz, ausgestellte Zeugnis, musste ihn wohl überzeugt haben, dass meine Arbeit für die Zeit seit 1933 die Vorlage eines so genannten „Persilscheins“ überflüssig mache. So nannte man die offizielle Versicherung der Behörde, dass man weder bei der Partei noch in anderen Organisationen der Nazis mitgewirkt habe.“
Zusammen mit dem Bildberichterstatter der „GNS“ Ulrich Mohr gründete Benser 1947 den „Drei-Mohren-Verlag“, einen Bildaushangdienst.
Es folgten eigene Produktionen von Bildern und Filmen, da die DPA, eine Fusion der DPD und der DENA, aufkommende Fachzeitschriften mit Bildern für die Werbung und vor allem mit Farbfotos aus der Stockfotografie, nicht liefern konnte. Ende 1950 gewann der Verlag einen Teilhaber, welcher seine Segeljacht „Etsi“ für regelrechte Reportagereisen zur Verfügung stellte, und so wurde aus den „Drei-Mohren“ fortan „ETSI Bild- und Filmdienst“.
1951 startete Walther Benser mit einem Team eine Fotoreise über Italien bis nach Afrika, sowohl für Produktionen des Verlags als auch für Arbeiten als freier Mitarbeiter von Leitz für Leica-Vorträge.
1953 erfolgte der Zusammenschluss mit Willy Vogt, dem Besitzer des V-Dia Verlags in Heidelberg, zwecks Erstellung von Duplikaten. 1956 gründeten Vogt und Benser die „Zentrale Farbbildagentur“ unter dem damaligen Kürzel Z.E.F.A. In der Anlaufphase steckte Walther Benser sein mit Leica-Vorträgen verdientes Geld in die Bildagentur. Es dauerte acht Jahre, bis die Agentur einigermaßen lief und circa 30.000 Farbdias archiviert waren. Die Kompagnons trennten sich und Benser zog mit der Z.E.F.A. nach Düsseldorf-Oberkassel, wo auch seine Familie wohnte.
In den 70er-Jahren taufte er seine Agentur in ZEFA um, somit konnten die Kunden der Büros in London, Mailand, Paris, Zürich und Wien den Namen besser aussprechen. In den 80er-Jahren gehörte die ZEFA zu Europas größten Bildagenturen.
Am 23. April 1992 wurde ihm die Goldene Medaille »für seine hervorragenden Leistungen auf dem Gebiet der bildmäßigen Photographie, der photographischen Publizistik und Pädagogik« durch die Photographische Gesellschaft in Wien verliehen.
Reisen um die Welt, die freischaffende Fotografie sowie die Leica hatten sein Leben bestimmt. Am 21. April 2002 starb Walther Benser in Domburg, Niederlande, seiner zweiten Wahlheimat.

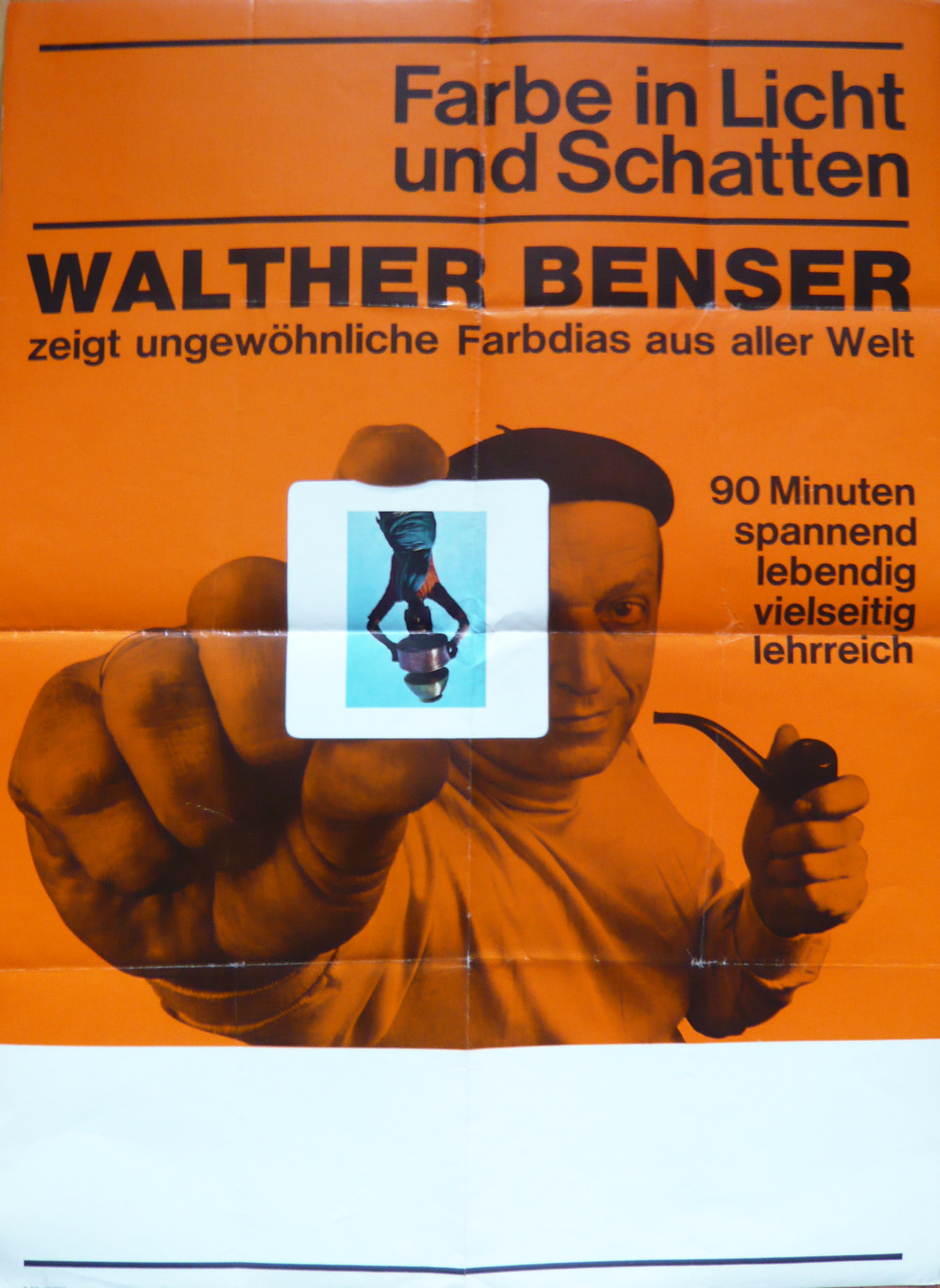
Poster „Farbe in Licht und Schatten“ 1965
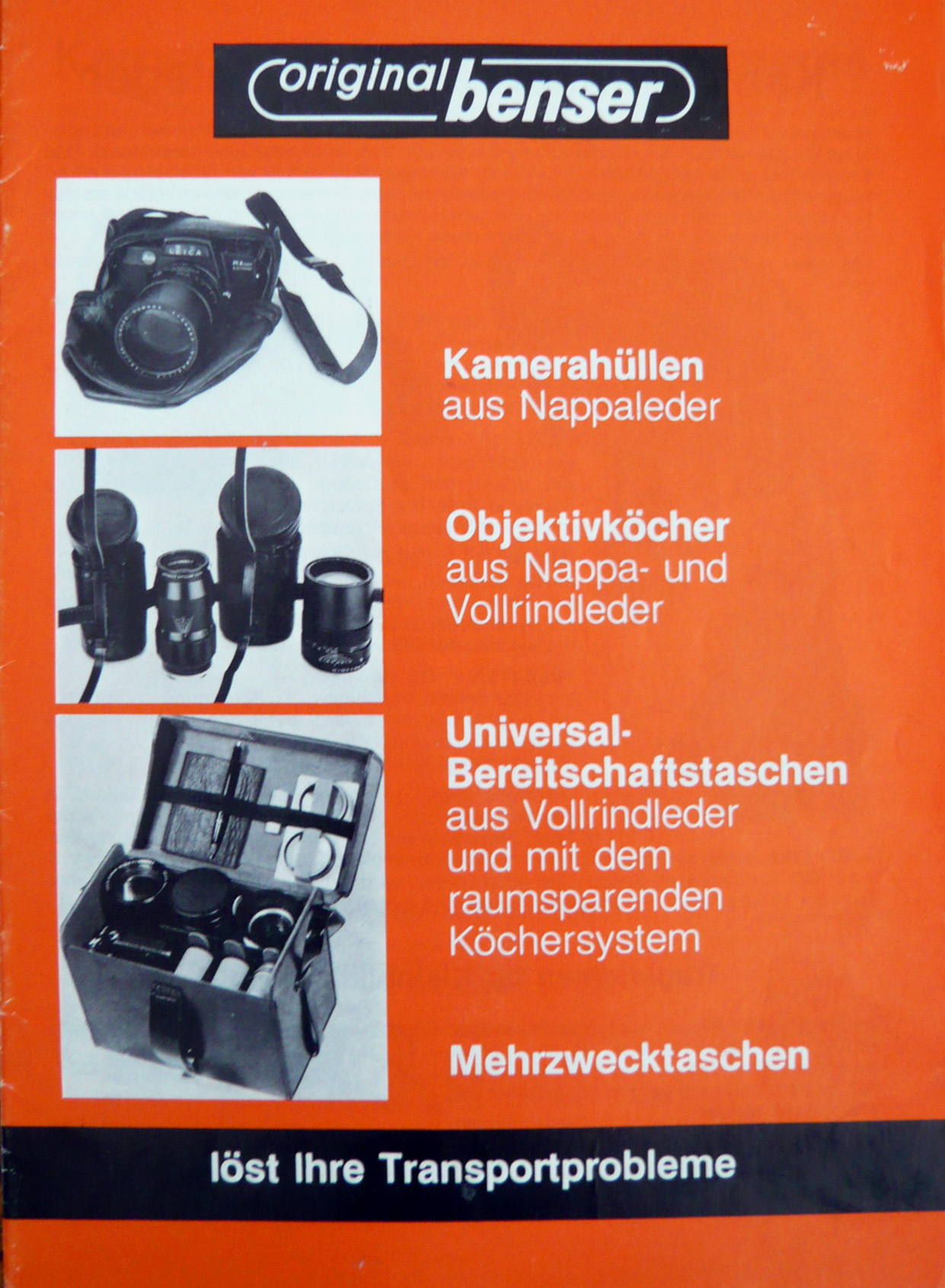
Prospekt „Original Benser“ Kamera-Zubehör